# 澳大利亞洲
26°S 141°E / 26°S 141°E
澳大利亞洲（英语：Australia 或 Continent of Australia）是一塊位於澳洲板塊上的大洲，它包括澳大利亚大陸、塔斯马尼亚岛和新几内亚岛等地以及被海水淹沒的大陆架。範圍比大洋洲要小。
在第四纪冰河时期，海平面較低，澳洲大陆、塔斯马尼亚岛和新几内亚岛等地可通過陸地直達。在过去的一万年中，海平面上升，淹没了低地，導致澳洲大陆、塔斯马尼亚岛和新几内亚岛被海水分隔。
澳大利亞洲是澳洲板塊的一部分，是地球上海拔最低、最平坦和最古老的大陸，歷史上來看它的地质相对稳定。新西兰不是澳大利亞洲的一部分，而是西兰大陆的一部分。
在距今30,000年至50,000年前的旧石器时代晚期，有人類開始在澳大利亞洲定居。

## 延伸阅读
- Lewis, Martin W.; Wigen, Kären E. . Berkeley, CA: University of California Press. 1997  [2020-01-26]. ISBN 978-0-520-20743-1. （原始内容存档于2021-04-21）.